# Liste de peintures de Rosa Bonheur
Cette page fournit une liste chronologique de peintures de Rosa Bonheur (1822-1899).

## Datés
| Image | Thème          | Titre                                             | Date          | Technique                           | Dimensions   | Lieu de Conservation                     | Référence            |
| ----- | -------------- | ------------------------------------------------- | ------------- | ----------------------------------- | ------------ | ---------------------------------------- | -------------------- |
|       | Animalier      | Bergère et Deux Vaches dans un pré                | 1842-1845     | huile sur toile                     | 16 × 21 cm   | Musée d'Art Dahesh, New York             | Musée                |
|       | Animalier      | Trois Vaches au pâturage                          | 1842-1850     | huile sur toile                     | 58 × 80 cm   | Collection privée, Vente 2021            | Catalogue Christie's |
|       | Animalier      | Bélier                                            | 1845-1850     | huile sur toile                     | 34 × 42 cm   | Musée d'art d'Indianapolis               | Musée                |
|       | Animalier      | Labourage nivernais                               | 1849          | huile sur toile                     | 133 × 260 cm | Musée d'Orsay, Paris                     | Musée                |
|       | Animalier      | Jeune taureau sautant la barrière                 | 1849          |                                     |              | Musée des Beaux-Arts d'Angoulême         |                      |
|       | Animalier      | Chat sauvage                                      | 1850          | huile sur toile                     | 46 × 56 cm   | Nationalmuseum, Stockholm                | Musée                |
|       | Animalier      | Sultan et Rosette, chiens des princes Czartoryski | 1850 vers     | aquarelle sur papier                | 44 × 59 cm   | Musée national de Varsovie               | Musée                |
|       | Animalier      | Un terre-neuve                                    |               | huile sur papier marouflé sur toile | 25 × 39 cm   | Collection privée, Vente 2007            | Catalogue Christie's |
|       | Portrait       | Berger landais                                    | 1850 après    | huile sur toile                     | 24 × 27 cm   | Palais des Beaux-Arts de Lille           | Musée                |
|       | Animalier      | En allant au marché                               | 1851          | huile sur toile                     | 22 × 30 cm   | Musée d'Art Dahesh, New York             | Musée                |
|       | Scène de genre | Le Transport du charbon                           | 1851          | huile sur toile                     | 48 × 68 cm   | Columbus Museum of Art                   | Musée                |
|       | Scène de genre | Deux enfants gardant des moutons                  | 1851          | huile sur toile                     |              | Château royal de Blois                   |                      |
|       | Animalier      | Berger avec son troupeau                          | 1851          | huile sur toile                     | 65 × 82 cm   | Collection privée, Vente 2012            | Catalogue Sotheby's  |
|       | Animalier      | Deux Chevaux pour une charrette                   | 1852          | huile sur panneau                   | 22 × 33 cm   | Musée d'Amsterdam                        | Musée                |
|       | Animalier      | Un chariot et un attelage de chevaux              | 1852          | huile sur toile                     | 34 × 62 cm   | Wallace Collection (musée), Londres      | Musée                |
|       | Animalier      | Le Marché aux chevaux étude                       | 1852 vers     | huile sur toile                     | 27 × 63 cm   | Albright-Knox Art Gallery, Buffalo       | Musée                |
|       | Animalier      | Le Marché aux chevaux                             | 1852-1855     | huile sur toile                     | 24 × 51 cm   | Metropolitan Museum, New York            | Musée                |
|       | Scène de genre | Le Charbonnier                                    | 1853          | huile sur toile                     | 47 × 68 cm   | Aberdeen Art Gallery                     | Musée                |
|       | Animalier      | Scène de Labourage                                | 1854          | huile sur toile                     | 49 × 80 cm   | Walters Art Museum, Baltimore            | Musée                |
|       | Scène de genre | Retour des champs                                 | 1854          | huile sur toile                     | 65 × 81 cm   | Collection privée, Vente 2007            | Catalogue Sotheby's  |
|       | Scène de genre | La Fenaison en Auvergne                           | 1855          | huile sur toile                     | 213 × 422 cm | Château de Fontainebleau                 | Base Joconde         |
|       | Scène de genre | Rassemblement pour la chasse                      | 1856          |                                     |              | Haggin Museum, Stockton                  | Musée                |
|       | Paysage        | Paysage avec du bétail                            | 1856          | huile sur toile                     | 68 × 99 cm   | The Hepworth Wakefield                   | Art UK               |
|       | Animalier      | Un limier Briquet Hound                           | 1856 vers     | huile sur toile                     | 37 × 46 cm   | Metropolitan Museum, New York            | Musée                |
|       | Animalier      | Cheval au trot                                    | 1856          | huile sur toile                     | 32 × 46 cm   | Collection privée, Vente 2010            | Catalogue Christie's |
|       | Animalier      | Muletiers espagnols traversant les Pyrénées       | 1857          | huile sur toile                     | 117 × 200 cm | Collection privée, Vente 2007            | Catalogue Sotheby's  |
|       | Animalier      | Moutons dans les Highlands                        | 1857          | huile sur toile                     | 46 × 65 cm   | Wallace Collection, Londres              | Musée                |
|       | Scène de genre | Le Berger des Highlands                           | 1859          | huile sur toile                     |              | Kunsthalle de Hambourg                   | Bildindex            |
|       | Scène de genre | Chevreuil                                         | 1860 avant    | huile sur panneau                   |              | Wallace Collection, Londres              | Musée                |
|       | Animalier      | Étude de chien                                    | 1860 probable | huile sur toile                     | 37 × 42 cm   | Musée d'Art de l'université de Princeton | Musée                |

## Au château de By
| Image | Thème          | Titre                                                | Date          | Technique                  | Dimensions       | Lieu de Conservation                                 | Référence            |
| ----- | -------------- | ---------------------------------------------------- | ------------- | -------------------------- | ---------------- | ---------------------------------------------------- | -------------------- |
|       | Animalier      | Poney attaché                                        | 1860 probable | huile sur toile            | 78 × 97 cm       | Collection privée, Vente 2008                        | Catalogue Christie's |
|       | Paysage        | La Ferme à l'Entrée du Bois                          | 1860-1880     | huile sur toile            | 28 × 40 cm       | Cleveland Museum of Art                              | Musée                |
|       | Animalier      | Moutons sur une colline                              | 1862          | huile sur toile            | 26 × 36 cm       | Collection privée, Vente 2008                        | Catalogue Heritage   |
|       | Scène de genre | Changement de pâturage                               | 1863          | huile sur toile            | 64 × 100 cm      | Kunsthalle de Hambourg                               | Bildindex            |
|       | Animalier      | Brizo, un chien de berger                            | 1864          | Huile sur toile            | 46 × 38 cm       | Wallace Collection, Londres                          | Musée                |
|       | Scène de genre | Berger des Pyrénées donnant du sel à ses moutons     | 1864          | Huile sur toile            | 68 × 100 cm      | Chantilly, Musée Condé                               | Musée                |
|       | Animalier      | Moutons au bord de la mer                            | 1865          | Huile sur panneau          | 32 × 46 cm       | National Museum of Women in the Arts, Washington     | Musée                |
|       | Animalier      | Un cheval blanc                                      | 1866          | Huile sur toile            | 72 × 95 cm       | Collection privée, Vente 2017                        | Catalogue Christie's |
|       | Animalier      | Biches et cerf au repos                              | 1867          | huile sur toile            | 101 × 82 cm      | Detroit Institute of Arts                            | Musée                |
|       | Animalier      | Le Monarque du troupeau                              | 1868          | huile sur toile            | 79 × 99 cm       | Collection privée, Vente 2009                        | Catalogue Heritage   |
|       | Animalier      | Biche et Faon dans un sous-bois                      | 1868          | huile sur toile            | 65 × 58 cm       | Collection privée, Vente 2007                        | Catalogue Christie's |
|       | Animalier      | L'Aigle blessé                                       | 1870 vers     | huile sur toile            | 147 × 115 cm     | Musée d'Art du comté de Los Angeles                  | Musée                |
|       | Animalier      | Sangliers dans la neige                              | 1872-1877     | huile sur panneau de bois  | 21 × 31 cm       | Cleveland Museum of Art                              | Musée                |
|       | Animalier      | Lionne posant                                        | 1874          | huile sur toile            | 54 × 63 cm       | Collection privée, Vente 2009                        | Catalogue Heritage   |
|       | Animalier      | Le Cerf                                              | 1875          | huile sur toile            | 22 × 16 cm       | Musée et galerie d'art de Brighton                   | Art UK               |
|       | Animalier      | Trois Cerfs dans un bois                             | 1875          | huile sur toile            | 46 × 65 cm       | Collection privée, Vente 2005                        | Catalogue Christie's |
|       | Animalier      | Repos du midi                                        | 1877          | huile sur toile            | 54 × 66 cm       | Aberdeen Art Gallery                                 | Musée                |
|       | Animalier      | Tête de veau                                         | 1878          | huile sur toile            | 44 × 54 cm       | Collection privée, Vente 2011                        | Catalogue Bonhams    |
|       | Animalier      | Le Roi de la forêt                                   | 1878          | huile sur toile            | 245 × 175 cm     | Collection privée, Vente 2017                        | Catalogue Christie's |
|       | Animalier      | Le Sevrage des veaux                                 | 1879          | huile sur toile            | 65 × 81 cm       | Metropolitan Museum, New York                        | Musée                |
|       | Animalier      | Lionne                                               | 1879          | huile sur toile            | 72 × 79 cm       | Henry Art Gallery, Université de Washington, Seattle | Musée                |
|       | Animalier      | El Cid, tête de lion                                 | 1879          | huile sur toile            | 95 × 76 cm       | Musée du Prado, Madrid                               | Musée                |
|       | Paysage        | Les Pyrénées                                         | 1879          | huile sur toile            | 66 × 82 cm       | Aberdeen Art Gallery                                 | Art UK               |
|       | Animalier      | L'Âne                                                | 1880 vers     | huile sur toile            | 46 × 38 cm       | Musée d'art de Portland Art Museum                   | Musée                |
|       | Animalier      | Cheval                                               | 1883          | huile sur toile            |                  | Musée des Beaux-Arts de Chartres                     | Musée                |
|       | Animalier      | Cerf vigilant                                        | 1883          | aquarelle sur papier vélin | 23 × 30 cm       | Collection privée, Vente 2007                        | Catalogue Sotheby's  |
|       | Animalier      | Cerf et Biche dans un paysage enneigé                | 1883          | huile sur toile            | 45 × 67 cm       | Collection privée, Vente 2013                        | Catalogue Christie's |
|       | Animalier      | Bovins au repos sur une colline dans les Alpes       | 1885          | huile sur toile            | 55 × 66 cm       | Art Institute of Chicago                             | Musée                |
|       | Animalier      | La Royauté à la maison                               | 1885          | Aquarelle sur papier       | 39 × 56 cm       | Minneapolis Institute of Art                         | Musée                |
|       | Animalier      | Toutou, le bien aimé                                 | 1885          | Huile sur panneau          | 24 × 19 cm       | Centraal Museum, Utrecht                             | Musée                |
|       | Animalier      | La Vigilance du roi                                  | 1887          | Aquarelle sur papier       | 56 × 77 cm       | Collection privée, Vente 2012                        | Catalogue Sotheby's  |
|       | Animalier      | Relais de chasse                                     | 1887          | huile sur toile            | 46 × 66 cm       | Musée d'art de Saint-Louis                           | Musée                |
|       | Animalier      | Berger des Pyrénées                                  | 1888          | huile sur toile            | 60 × 81 cm       | Musée et galerie d'art de Brighton                   | Art UK               |
|       | Animalier      | Deux Chevaux                                         | 1889 vers     | huile sur toile            | 64 × 80 cm       | Pinacothèque nationale d'Athènes                     | Musée                |
|       | Scène de genre | Charrette attelée de vaches, et bouvier, en Auvergne | 1889          | huile sur toile            | 48 × 66 cm       | Collection privée, Vente 2016                        | Catalogue Christie's |
|       | Animalier      | Biche et Faon dans un bois                           | 1893          | huile sur toile            | 32 × 41 cm       | Collection privée, Vente 2005                        | Catalogue Bonhams    |
|       | Animalier      | Un cerf                                              | 1893          | huile sur toile            | 46 × 38 cm       | Galerie nationale d'Irlande                          | Musée                |
|       | Animalier      | Le Duel                                              | 1895 ou 1896  | huile sur toile            | 149,9 × 243,8 cm | Collection privée                                    |                      |

## Dates non documentées
| Image | Thème          | Titre                                                | Date | Technique                                      | Dimensions   | Lieu de Conservation                             | Référence                  |
| ----- | -------------- | ---------------------------------------------------- | ---- | ---------------------------------------------- | ------------ | ------------------------------------------------ | -------------------------- |
|       | Scène de genre | Roi du troupeau                                      |      | huile sur toile                                | 38 × 56 cm   | Collection privée, Vente 2016                    | Catalogue Sotheby's        |
|       | Scène de genre | L'Oseille rouge                                      |      | huile sur toile marouflée                      | 34 × 45 cm   | Collection privée, Vente 2012                    | Catalogue Bonhams          |
|       | Scène de genre | Chevaux au pâturage                                  |      | huile sur toile                                | 37 × 45 cm   | Musée national des Beaux-Arts (Argentine)        | Musée                      |
|       | Scène de genre | Battage                                              |      | huile sur toile                                | 47 × 87 cm   | Musée national des Beaux-Arts (Argentine)        | Musée                      |
|       | Scène de genre | La Foulaison du blé en Camargue                      |      | huile sur toile                                | 313 × 651 cm | Musée des Beaux-Arts de Bordeaux                 | Base Joconde               |
|       | Animalier      | Étude de lion                                        |      | huile sur toile                                | 33 × 47 cm   | Collection privée, Vente 2013                    | Catalogue Christie's       |
|       | Animalier      | Le Vieux Monarque                                    |      | aquarelle sur papier                           | 25 × 33 cm   | Collection privée, Vente 2007                    | Catalogue Sotheby's        |
|       | Animalier      | Lion (Le guetteur)                                   |      | huile sur toile                                | 45 × 62 cm   | Collection privée, Vente 2007                    | Catalogue Sotheby's        |
|       | Animalier      | Hermine                                              |      | huile sur toile                                | 19 × 34 cm   | Collection privée, Vente 2012                    | Catalogue Beurret & Bailly |
|       | Paysage        | Paysage fluvial                                      |      | Aquarelle sur papier vélin marouflé sur carton | 24 × 34 cm   | Collection privée                                | Catalogue Fischer          |
|       | Paysage        | Bouquet d'arbres dans la prairie                     |      | huile sur papier marouflé sur toile            | 34 × 28 cm   | Collection privée, Vente 2020                    | Catalogue Sotheby's        |
|       | Paysage        | La Petite Mare dans la plaine et troupeau de moutons |      | huile sur toile                                | 33 × 51 cm   | Museu de Arte do Rio Grande do Sul, Porto Alegre | Musée                      |
|       | Animalier      | La Marche du tigre royal                             |      | huile sur toile                                | 50 × 60 cm   | Collection privée, Vente 2007                    | Catalogue Sotheby's        |
|       | Animalier      | Une chèvre                                           |      | huile sur toile                                | 25 × 32 cm   | Musée Isabella Stewart Gardner, Boston           | Musée                      |
|       | Animalier      | Un chevreuil dans la forêt                           |      | huile sur toile                                | 42 × 56 cm   | Collection privée, vente 2012                    | Catalogue Christie's       |
|       | Animalier      | Blonde D'Aquitaine au repos                          |      | huile sur papier marouflé sur toile            | 25 × 35 cm   | Collection privée, vente 2016                    | Catalogue Christie's       |
|       | Animalier      | Le Sanglier                                          |      | huile sur toile                                | 37 × 50 cm   | Collection privée, vente 2018                    | Catalogue Christie's       |
|       | Animalier      | Chien de berger, assis                               |      | huile sur toile                                | 37 × 33 cm   | Collection privée, Vente 2008                    | Catalogue Christie's       |
|       | Animalier      | Étude de moutons                                     |      | huile sur toile                                | 26 × 38 cm   | Collection privée, Vente 2008                    | Catalogue Christie's       |
|       | Animalier      | Dans le pré                                          |      | huile sur toile                                | 49 × 74 cm   | Collection privée, Vente 2020                    | Catalogue Sotheby's        |
|       | Animalier      | La Grange dans la forêt                              |      | huile sur toile                                | 45 × 56 cm   | Collection privée, Vente 2008                    | Catalogue Christie's       |
|       | Animalier      | Les Rois de la forêt                                 |      | huile sur toile                                | 123 × 92 cm  | Collection privée, Vente 2008                    | Catalogue Christie's       |
|       | Animalier      | Vaches sous l'arbre                                  |      | huile sur panneau                              | 26 × 35 cm   | Collection privée, Vente 2003                    | Catalogue Christie's       |
|       | Paysage        | Les Pyrennées                                        |      | huile sur bois                                 | 15 × 23 cm   | Musée d'Évreux                                   | Base Joconde               |
|       | Scène de genre | Paysan auvergnat                                     |      | huile sur papier marouflé sur toile            | 31 × 26 cm   | Abbaye de Flaran, Gers                           | Villes et Campagnes        |